# Mosca (araldica)
In araldica la mosca non è molto frequente e simboleggia tenacia nella lotta e in guerra.

## Posizione araldica ordinaria
La mosca si rappresenta, abitualmente, montante, cioè vista dall'alto, con le ali aperte e con testa diretta verso il capo dello scudo.

## Esempi

d'argento, allo scaglione di rosso, accompagnato da tre mosche di nero
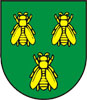
di verde, a tre mosche d'oro
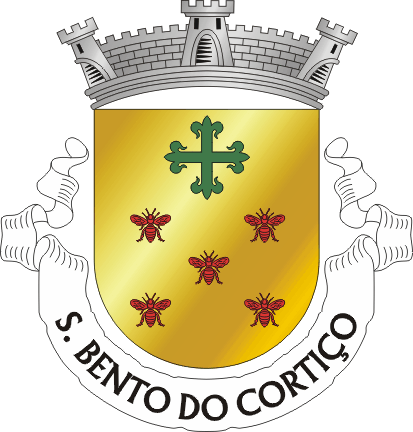
cinque mosche in decusse